# Bufo spinosus
Bufo spinosus – gatunek płaza bezogonowego z rodziny ropuchowatych (Bufonidae) występujący w północno-zachodniej Afryce i w zachodniej Europie. Dawniej bywał uznawany za podgatunek ropuchy szarej (Bufo bufo), ale badania genetyczne potwierdziły jego odrębność. Dorasta do 18,0 cm długości i cechuje się brodawkowatą skórą. W skład jego diety wchodzą głównie owady, a do rozrodu przystępuje zazwyczaj na wiosnę.

## Wygląd
Jest to duża, dobrze zbudowana ropucha. Samce dorastają do 58,6–112 mm, a samice do 65–180 mm długości. Głowa szeroka, obszar między oczami płaski lub nieco wklęsły. Pysk krótki i zaokrąglony. Błona bębenkowa zaokrąglona, słabo widoczna. Parotydy duże i długie. Skóra na plecach jest pokryta brodawkami, a na brzuchu ziarnista. Ubarwienie zazwyczaj brązowe, również żółte, czerwone, zielone, szare oraz brązowe. Brzuch żółtawy lub jasnobrązowy. Od innych gatunków Bufo B. spinosus różni się wyraźnie czerwoną tęczówką.

## Zasięg występowania i siedlisko
Gatunek ten występuje od północno-zachodniej Afryki (w Maroku, Algierii i północno-zachodniej Tunezji) przez Półwysep Iberyjski do południowo-zachodniej Francji. Odizolowana populacja występuje również na wyspie Jersey. Płaz ten zasiedla lasy, brzegi rzek, bagna, wydmy, zarośla, stepy, łąki oraz obszary rolnicze. Spotykany jest na wysokościach 0–2600 m n.p.m.

## Dieta
Dorosłe osobniki odżywiają się głównie owadami, a dokładny udział poszczególnych gatunków w diecie zależy od konkretnej populacji. W niektórych populacjach przeważają chrząszcze, a w innych np. mrówki.

## Rozmnażanie i rozwój
Okres godowy ma zazwyczaj miejsce na wiosnę, obserwuje się natomiast różnice pomiędzy regionami występowania – populacje z cieplejszych obszarów do rozrodu podchodzą wcześniej niż te z zimnych obszarów. Samce nawołują zarówno w ciągu dnia, jak i w nocy. Występuje ampleksus pachowy. Samice składają 2000 – 11 000 jaj, których średnica wynosi 3 mm i które połączone są ze sobą sznurem. Do przeobrażenia dochodzi po około 55–108 dniach (w zależności od regionu). W środkowej części Francji dochodzi do krzyżowania z ropuchą szarą (Bufo bufo).

## Status i ochrona
W Czerwonej księdze gatunków zagrożonych IUCN Bufo spinosus po raz pierwszy został sklasyfikowany w 2023 roku, nadano mu wówczas status gatunku najmniejszej troski (LC, ang. Least Concern). Populacja tej ropuchy maleje na niektórych obszarach, takich jak Hiszpania i Jersey. Zagraża jej utrata siedlisk spowodowana wylesianiem i urbanizacją, a do spadku przyczyniają się także introdukowane gatunki takie jak ryby z rodzaju Gambusia, oraz śmiertelność na drogach. Do ochrony miejscowych populacji wykorzystano m.in. korytarze mające ułatwić płazom omijanie dróg oraz tworzenie sztucznych zbiorników wodnych.